# 陳祖為
陳祖為教授（英語：Joseph Chan Cho Wai，1960年—），香港政治哲學學者、新儒家主義者，前香港大學政治與公共行政學系教授，於2021年12月31日因「不能再暢所欲言，底下盡是隱藏了的心結」而辭任30多年在港大的工作。 他自2023年2月於中央研究院任人文社會科學研究中心特聘研究員，2024年獲選英國國家學術院國際院士。他的研究領域包括：政治哲學、儒家政治哲學、香港研究等。

## 學術生涯
陳祖為早年居住在九龍深水埗蘇屋邨，就讀立仁幼稚園（1966年下午校，與和音歌手周小君為同學）和鄧鏡波學校。在香港中文大學取得社會科學士學位，後赴倫敦政治經濟學院修讀理學碩士。取得碩士學位後，他在牛津大學取得哲學博士學位。其後，陳祖為加入香港大學政治與公共行政學系，主要教授政治理論。近年主要研究儒家政治哲學、比較政治哲學、當代自由主義與民主理論、致善主義、人權和公民社會等，論文見於多份知名國際期刊。 在1999-2000年，他為哈佛大學哈佛燕京學社訪問學人。
在2002年至2004年以及2011年至2013年，陳祖為擔任香港大學政治與公共行政學系系主任。 同時，在2003-2009年他亦出任香港大學公民社會與治理研究中心首任總監，在2007-2016擔任該校核心課程委員會主席及副主席。 他獲得由香港大學頒發的2014/15社會科學系傑出研究成果獎，和2015年大學卓越教學獎。自2015年11月起，陳祖為獲選為香港大學校務委員會教員代表。
陳祖為所著的 Confucian Perfectionism: A Political Philosophy for Modern Times 一書由美國普林斯頓大學出版社出版（2013年精裝本，2015年平裝本； 漢譯本《儒家致善主義：現代政治哲學重構》2016年由香港商務印書館出版）。 該書獲香港大學2015年度研究成果獎（社會科學院）， 2017年1月 Philosophy East and West: A Quarterly of Comparative Philosophy 第67卷第1期並以 ″Joseph Chan's Confucian Perfectionism″ 為專輯討論此書。 陳祖為於2019至2022年期間在美國普林斯頓大學的「人文價值中心」擔任訪問教授，教授儒家政治哲學。
2023年2月起，他於中央研究院任人文社會科學研究中心特聘研究員，2024年獲選英國國家學術院國際院士。

## 政治參與
2006年公民黨成立時，陳祖為是創黨成員之一，2014年退出。 2015年，聯同前公民黨成員湯家驊創辦智庫組織民主思路，並擔任民主思路聯席召集人，2017年8月退出。

## 外部連結
- 陳祖為個人網頁 （页面存档备份，存于）